# The Room
The Room, en català L'Habitació, és una pel·lícula estatunidenca de gènere dramàtic de l'any 2003. Va ser dirigida, produïda, escrita i protagonitzada per Tommy Wiseau.
Es considerada una de les pitjors pel·lícules mai fetes per la qualitat de les actuacions, el seu guió i el desenvolupament de la història. Ha guanyat un estatus de pel·lícula de culte i tot haver sigut ideada com un drama, és vista com una comèdia pels seus seguidors. L'any 2017 va rebre atenció mediàtica de nou per l'estrena de la pel·lícula The Disaster Artist, una comèdia dirigida i protagonitzada per James Franco que narra la creació de The Room.
Segons l'autor, el títol de la pel·lícula es refereix al fet que en la mateixa habitació poden passar tant coses bones com a coses terribles, ja que la major part de l'acció succeeix dins l'apartament del protagonista.

## Argument
Johnny, un banquer de San Francisco, viu amb la seva promesa Lisa, de qui es troba profundament enamorat. Lisa ja no es troba satisfeta amb Johnny després d'anys amb ell i comença una relació amb Mark, el millor amic d'en Tommy. Lisa està disposada a mantenir aquesta relació mentre que en Mark es mostra més dubitatiu. Aquests esdeveniments afectaran també a en Denny, el jove veí d'en Johnny, a qui tracta com un fill. En el transcurs de la pel·lícula, Lisa difamarà i s'allunyarà més d'en Johnny en contra de les recomanacions de tots els seus familiars i amics. La relació de Lisa i Mark es fa cada cop més visible fins al punt de fer-se un petó en la festa d'aniversari d'en Johnny. En Johnny, plenament conscient del que succeeix, es baralla amb en Mark. Després, enrabiat, en Johnny destrueix l'habitació del seu apartament per acabar suïcidant-se amb una pistola. En sentir el tret, arriben Mark, Lisa i Denny, qui lamenta especialment la seva mort.

## Repartiment
- Tommy Wiseau com a Johnny, protagonista de la pel·lícula.
- Greg Sestero com a Mark, el millor amic d'en Johnny i qui mantindrà una relació amb Lisa.
- Juliette Danielle com a Lisa, la promesa d'en Johnny que li és infidel amb en Mark.
- Philip Haldiman com a Denny, el jove veí d'en Johnny.
- Carolyn Minnott com a Claudette, la mare de Lisa.
- Robyn Paris com a Michelle, amiga de Lisa.
- Scott Holmes com a Mike, parella de Michelle i amic d'en Johnny.
- Dan Janjigian com a Chris-R, traficant que amenaça a en Denny.
- Kyle Vogt com a Peter, psicòleg i amic d'en Jonny i en Mark.
- Greg Ellery com a Steven, amic d'en Johnny.

## Producció
Wiseau va escriure The Room com a obra de teatre en el 2001, després la va adaptar en un llibre de 500 pàgines que no va poder publicar i finalment va decidir adaptar-la a pel·lícula, encarregant-se també de la direcció per mantenir el seu poder creatiu.
Ha sigut un tema de debat com va aconseguir el finançament necessari per a la pel·lícula, sis milions de dòlars que van ser posats en la seva totalitat per Wiseau. Segons Greg Sestero, la raó de què es necessitessin tants diners pel film va ser en part a les decisions errònies de Wiseau com ara elaborar sets per escenes que podrien haver sigut gravades en localitzacions reals, equipament que no calia, o la lenta execució d'algunes escenes que trigaren dies a realitzar-se encara ser senzilles de dur a terme.
Wiseau va ser el primer director a enregistrar a la vegada en dos formats: amb pel·lícula de 35mm i alta definició. Per fer-ho va necessitar un equip per cada càmera. Només es va utilitzar el format de 35mm en l'edició final.
La majoria d'actors no havien participat en llargmetratges prèviament. Sestero era un vell amic de Wiseau que va acceptar el rol de Mark, substituint un altre actor que va ser descartat. Kyle Vogt va haver de sortir del projecte durant el transcurs de les filmacions per limitacions del seu horari El seu personatge, Peter, havia de tenir un rol important al final del film, que va ocupar Greg Ellery com a Steven, personatge que no és ni presentat ni adreçat pel seu nom.
Respecte al guió, és una de les raons que el film es consideri una comèdia i una pel·lícula de culte. El guió original era molt més extens però es va acurtar per recomanacions de l'equip. El guió és sovint repetitiu. Per exemple, cada cop que en Johnny es troba amb algú exclama 'Oh hi' o 'Oh hi (nom del personatge)', especialment popular va esdevenir l'escena en què Johnny es troba al terrat amb en Mark, començant la conversa amb un 'Oh hi Mark'.
La filmació va tenir una extensió de sis mesos. Va ser filmada principalment a un estudi de Los Angeles, amb algunes parts gravades a San Francisco. El terrat, gravat a l'estudi, és una de les localitzacions més emblemàtiques de la pel·lícula. Molts membres de l'equip tenien més d'un rol, com Greg Sestero que també s'encarregava del càsting i d'assistir a Wiseau. Wiseau va resultar incapaç de fer algunes de les seves escenes adequadament per oblits de les seves línies de diàleg, i algunes es van afegir en postproducció mitjançant doblatge. Per desavinences amb l'equip, aquest va canviar en quatre ocasions.
Mladen Milicevic, un professor de música de la Universitat Loyola Marymount, va ser l'encarregat de la banda sonora. En la majoria d'escenes de sexe hi ha música de R&B.

## Influencies
La premissa de The Room s'inspira en experiències del mateix Tommy Wiseau, especialment la dolorosa relació que Johnny manté amb Lisa ve inspirada segons Sestero per una exnòvia de Wiseau que li va trair en diverses ocasions.
Altres inspiracions segons Sestero es troben en el personatge de Tom Ripley de The Talented Mr. Ripley, que inspiraria a alguns trets del personatge de Lisa. L'actor Matt Damon, qui també apareix a aquest film, va inspirar el nom del personatge de Sestero (Wiseau es va equivocar amb el nom, anomenant-lo Mark en comptes de Matt).
Wiseau va estar molt inspirat en Tennessee Williams. Quan feia classes d'art dramàtic, solia interpretar escenes seves. En el seu treball, Wiseau pretenia imitar als seus directors i actors favorits: Orson Welles, Clint Eastwood i sobretot James Dean.

## Estatus de pel·lícula de culte
La inconsistència, els canvis narratius i l'execució en general de la pel·lícula justifica la seva transformació en pel·lícula de culte. Posteriorment a la seva estrena, Wiseau va declarar que ell considerava la seva obra una comèdia negra també. Ross Marin, professor de la Universitat de Connecituct, va descriure The Room com el Ciutadà Kane de les pel·lícules dolentes.
Una característica destacable de la narrativa és que s'hi afegeixen subtrames que queden inconcluses i que no reben gaire explicació, com l'enfrontament de Denny amb un traficant de drogues que l'amenaça al terrat, o com la revelació de què Claudette pateix càncer de pit, fet que no té cap més repercussió en tot el film.
Els personatges sovint experimenten canvis d'humor que després no tenen cap repercussió o que resulten inconnexes amb el qual està succeint. Com a exemple, Johnny rient com a reacció de Mark explicant-li que una noia que coneixia va rebre una pallissa per ser infidel. Segons va dir el supervisor del guió, Sandy Schklair, va intentar que Wiseau no reacciones d'aquesta forma però ell s'hi va negar. Trobem un altre exemple quan Mark es torna agressiu per presumptament haver consumit marihuana, i amenaça a Peter físicament amb tirar-lo pel terrat. Després d'això es disculpa i la conversa segueix com si no passes res.
Wiseau va donar importància a certs moments del film que no reben cap justificació del seu significat. En un moment del film, Johnny, Denny, Mark i Peter comencen a jugar a passar-se la pilota de futbol americà mentre van ben vestits, sense explicar per què ho estan. En aquesta mateixa escena, el personatge de Mark apareix afaitat, fet que rep importància quan la càmera fa un zoom a la seva cara. Segons va declarar temps després Greg Sestero, era una excusa perquè Johnny li digués babyface (cara de nadó) a Mark, sobrenom que li donava Wiseau a Sestero en la vida real.

## Critica i repercussió
La principal publicitat que va rebre The Room va ser un cartell publicitari a Hollywood. A més, es va encarregar una campanya publicitària en televisió i en premsa. El cartell publicitari mencionat prèviament es va mantenir en ús durant cinc anys, a 5000 dòlars per més, afegint-se al cúmul de peculiaritats d'aquesta pel·lícula. De fet, el cartell publicitari va esdevenir durant aquest temps un curiós reclam turístic.
L'estrena va ser el 27 de juny del 2003 a Los Angeles. En la projecció hi van acudir el repartiment i la premsa. Segons l'actriu Robyn Paris, la gent reia durant la projecció. Alguns assistents van demanar la retornada dels diners del tiquet abans de passar la primera mitja hora.
The Room va rebre crítiques molt negatives. A Rotten Tomatoes té un 26% de nota amb un total de 27 crítiques. A Metacritic, té una nota de 9 sota 100 amb 5 crítiques. La pel·lícula ha tingut una irònica bona recepció pel seu estatus de la millor pitjor pel·lícula feta i la visió còmica que es té de l'obra.
Durant les últimes projeccions que es van fer al cinema, es va començar a generar un fenomen "fan" respecte a l'obra, que va provocar que es fessin més projeccions amb el temps, a les que a vegades hi assistia el mateix Wiseau. Amb el pas del temps, ha augmentat el seu estatus de pel·lícula de culte i s'han fet projeccions fins a Austràlia, Canadà o Regne Unit. Sovint els fans acudeixen amb perruques que imiten els personatges de la pel·lícula, es passen pilotes de futbol i llencen culleres (en referència a quadres de culleres que apareixen a l'apartament del Johnny).
The Room va sortir en DVD el desembre de 2005 i en Blu-Ray el 2012.

## The Disaster Artist
El llibre The Disaster Artist de Greg Sestero va ser publicat l'octubre del 2013. El llibre narra les experiències de Sestero durant el rodatge de The Room.
El febrer del 2014 es va anunciar una adaptació del llibre, produïda per Seth Rogen i dirigida i protagonitzada per James Franco. Va ser coprotagonitzada per Dave Franco com a Sestero. Scott Neustadter i Michael H. Weber es van encarregar del guió. Seth Rogen va interpretar a més a Sandy Schklair. Va ser distribuïda per Warner Bros. i New Line Cinema. Es va estrenar el 8 de desembre del 2017. La pel·lícula va obtenir crítiques positives i James Franco va guanyar un globus d'or a millor actor. La pel·lícula va popularitzar de nou The Room.

## Videojoc
El setembre del 2010, Tom Fulp, propietari de Newgrounds, va publicar un joc de Flash sobre The Room. Es tracta d'un joc d'aventures a l'estil de 16-bits. Adapta la trama de la pel·lícula original des del punt de vista d'en Johnny. Va rebre crítiques positives.

## Web sèrie
A partir d'una campanya de Kickstarter, l'actriu Robyn Paris va produir un fals documental còmic sobre els actors de The Room (The Room Actors: Where Are They Now? A Mockumentary). Wiseau, Sestero i Holmes no van estar involucrats.

## The Room a la cultura popular
L'any 2009, Wiseau va aparèixer en un capítol de la quarta temporada del show de comèdia Tim and Eric Awesome Show, Great Job!, d'Adult Swim. Wiseau participa sent entrevistat com a part d'un fals documental. Adult Swim va emetre cada April's Fools'Day de 2009 a 2011 la pel·lícula The Room.
El mateix any, el comediant Patton Oswalt va parodiar The Room com un fals anunci en el seu DVD, My weakness is Strong. També hi ha un cameo de Jon Hamm.
El 2010 la pel·lícula va ser el tema d'un capítol de la sèrie còmica d'Internet de Nostalgia Critic. L'episodi va ser eliminat per una infracció de copyright denunciada per Wiseau-Films. Com a resposta, el presentador, Doug Walker, es va riure de Wiseau vestint com ell en un vídeo anomenat 'The Tommy Wi-show'. L'episodi es va tornar a emetre. George Sestero va criticar positivament l'episodi i va fer un cameo a la mateixa sèrie interpretant a Mark. Tant Sestero com Wiseau van aparèixer posteriorment en diferents episodis de Shut up and Talk, el talk show de Doug Walker.
En el pilot de la sèrie The Neighbors de Wiseau (2014), un personatge mira The Room en una escena.